# Banksia ashbyi
Banksia ashbyi är en tvåhjärtbladig växtart. Banksia ashbyi ingår i släktet Banksia och familjen Proteaceae.

## Underarter
Arten delas in i följande underarter:
- B. a. ashbyi
- B. a. boreoscaia